# مردم چوواش
چواش‌ها (به روسی: чуваши) یکی از گروه‌های قومی مردم ترک هستند و در منطقهٔ ولگای سیبری زندگی می‌کنند. امروزه بیش‌تر چوواش‌ها ساکن جمهوری خودمختار چوواشستان هستند.